# Szibériai juh
A szibériai juh más néven havasi juh (Ovis nivicola) az emlősök (Mammalia) osztályának párosujjú patások (Artiodactyla) rendjébe, ezen belül a tülkösszarvúak (Bovidae) családjába és a kecskeformák (Caprinae) alcsaládjába tartozó faj.
A faj mintegy 600 ezer évvel ezelőtt jelent meg. Ezek a vadjuhok a pleisztocén idején keltek át a Bering-földhídon keresztül Szibériából Alaszkába, ezáltal három fennmaradt faj fejlődött ki. A szibériai vadjuh leginkább az olyan észak-amerikai fajokkal áll közelebbi rokonságban, mint a kanadai vadjuh (Ovis canadensis) és az alaszkai vadjuh (Ovis dalli).

## Előfordulása
A szibériai juh Északkelet-Oroszország hegyi rétjein és sziklás terepein talált otthonra. Előfordul a Léna folyónál és Kamcsatkában, valamint egyik alfaja a Putorana-fennsíkon.

## Alfajai
- Ovis nivicola borealis Severtzov, 1872
- Ovis nivicola kodarensis Medvedev, 1994
- Ovis nivicola koriakorum Chernyavskii, 1962
- Ovis nivicola nivicola Eschscholtz, 1829

## Megjelenése
Ennek a vadjuhfajnak a hossza 140-160 centiméter, a farkhossza körülbelül 10 centiméter. A marmagassága kb. 95–110 cm, tömege 60-120 kilogramm. A szőrzete szürkés-barna színű, nyáron és télen is gyapjas. Lábai elülső része sötét csokoládébarna, a hátsó élei fehérek. Fülei kicsik és sötétszürkék. Mindkét nem szarvai lényegesen könnyebbek, mint a kanadai vadjuhé, akár 35%-kal is. A kos szarvai 89 cm hosszúra nőhetnek, amik a fül körül hátrafelé, lefelé és felfelé görbülnek, az idősebb kosok esetében kifelé csavarodnak, amikor a szarvak megkezdik növekedésük második stádiumát. A jerkék szarva sokkal kisebb és rövidebb, szablyaszerűen hátrafelé ívelt.

## Életmódja
A szibériai juh jól alkalmazkodott a hegyi életvitelhez - nagyon mozgékony és fürge, képes gyorsan és ügyesen mozogni a meredek terepen. Az legénycsapatokban a hierarchia elsősorban a szarvméret alapján alakul ki. Ez a hierarchia viszonylag stabil, még párzási időszakban is, amikor a nagyobb kosok kapják a párzási jogok nagy részét. Viszont, ha a két kos hasonló szarvmérettel bír, akkor a domináns-alacsonyrangú viszony harcban dől el. A távolból, egymással farkasszemet nézve, lehajtott fejjel futnak egymás felé, felemelkednek és szarvaik összeütköznek, hogy megpróbálják a rivális egyensúlyát megzavarni. Nagyobb nyájban él, amik jellemzően nemenként különülnek el. Étrendje fűfélékből és zuzmókból áll.

## Szaporodása
Az ivarérettséget a kos 5 évesen, míg a nőstény 2 évesen éri el. A vemhesség 8,5 hónapot tart; ennek végén egy bárány születik. Az elválasztás 4-6 hónap után következik be. Akár 9 évet is élhet.

### Fordítás
- Ez a szócikk részben vagy egészben  a   Snow sheep című angol Wikipédia-szócikk ezen változatának fordításán alapul.  Az eredeti cikk szerkesztőit annak laptörténete sorolja fel. Ez a jelzés csupán a megfogalmazás eredetét és a szerzői jogokat jelzi, nem szolgál a cikkben szereplő információk forrásmegjelöléseként.